# Palacios de Riopisuerga
Palacios de Riopisuerga es una localidad y un municipio situados en la provincia de Burgos, Castilla la Vieja , en la comunidad autónoma de Castilla y León (España), comarca de Odra-Pisuerga, partido judicial de Burgos, cabecera del ayuntamiento de su nombre.

## Geografía
Está situado en la margen izquierda del río Pisuerga frente a la localidad palentina de Lantadilla. En la carretera autonómica BU-434.

## Demografía
Palacios de Riopisuerga cuenta con una población de 18 habitantes (INE 2024).
| Gráfica de evolución demográfica de Palacios de Riopisuerga entre 1842 y 2021 |
| |
| Población de derecho según los censos de población del INE. Población de hecho según los censos de población del INE.En este censo se denominaba Palacios de Río Pisuerga: 1842. |

## Administración y política
| Periodo   | Nombre                   | Partido |
| --------- | ------------------------ | ------- |
| 2011-2015 | Rodrigo Rodríguez Ortega | PP      |
| 2015-2019 | Rodrigo Rodríguez Ortega | PP      |

### Evolución de la deuda viva
El concepto de deuda viva contempla solo las deudas con cajas y bancos relativas a créditos financieros, valores de renta fija y préstamos o créditos transferidos a terceros, excluyéndose, por tanto, la deuda comercial.
Entre los años 2008 a 2014 este ayuntamiento no ha tenido deuda viva.

## Historia
Villa que formaba parte, del Partido de Nueve Villas, uno de los que formaban la Intendencia de Palencia, durante el periodo comprendido entre 1785 y 1833, en el Censo de Floridablanca de 1787, jurisdicción de señorío siendo su titular Manuel de Guzmán y Bonel, marqués de Claramonte de Arteta, alcalde pedáneo.